# Alphonse Chodron de Courcel
Pour les articles homonymes, voir Chodron de Courcel.
Le baron Alphonse Chodron de Courcel, né à Paris le 30 juillet 1835 où il est mort le 16 juin 1919, est un diplomate et homme politique français.

## Biographie

### Famille
Alphonse Chodron de Courcel est le fils de Jules Chodron (1804-1870), secrétaire de légation, propriétaire des château d'Athis, de Port-Courcel et de Mont-Courcel, et d'Henriette Boulay de la Meurthe (1809-1884), fille d'Antoine Jacques Claude Joseph Boulay de la Meurthe. Il épouse le 28 novembre 1866 Marie-Elisabeth Texier. 
Il est le grand-père de Geoffroy Chodron de Courcel et l'arrière-grand-oncle de Bernadette Chirac. Il est également le beau-père du maître de forges Xavier Baudon de Mony (fils d'Adolphe Baudon de Mony), d'Olivier de Chastellux (fils de l'historien Henri-Paul-César de Chastellux) et de Louis de Lasteyrie du Saillant.
Il devient baron de Courcel (de Port-Courcel, sur la Seine à Vigneux, dans l'Essonne) par lettres patentes du 6 mars 1867.
Il était propriétaire du château d'Athis.

### Carrière
Docteur en droit, il se forme à Paris, jusqu'à la licence, puis à Bonn, jusqu'au doctorat. Il passe également par les universités de Berlin et de Munich.
Il entame sa carrière sur les recommandations de Gustave de Monttessuy, diplomate et ami de son père, grâce auquel il obtient son premier poste d'attaché d'ambassade en 1859, à Bruxelles, puis à Saint-Pétersbourg, en 1861. De retour en France, il entre au cabinet de Édouard Drouyn de Lhuys, ministre des Affaires étrangères. En 1866, il est détaché au Service du contentieux. Il est ambassadeur de France auprès de l'Empereur allemand (1881-1886), puis représentant de la France à la Conférence africaine de Berlin (1884-1885). En 1889, il fut placé, par Charles de Freycinet, à la tête de la direction des Affaires politiques, puis conseiller d'État en service extraordinaire et directeur des Archives diplomatiques. Il se fait surtout remarquer par l'habileté et la décision avec lesquelles il mena les négociations qui aboutirent au Traité de Ksar-Saïd et à l'établissement du protectorat français de Tunisie.
Nommé par Léon Gambetta, comme ambassadeur à Berlin, à la suite du comte de Saint-Vallier, en 1881, il y obtient une grande position et dirige virtuellement les débats lors de la Conférence de Berlin (1884-1885), au grand avantage des intérêts de la France dans les diverses parties du monde, et particulièrement en Afrique. La réputation qu'il se fait lors de ces négociation conduit le roi des Belges et le roi du Portugal à recourir à sa médiation au sujet de litiges relatifs à leurs possessions d'Afrique qui avait fait surgir entre elles la fondation de l'État libre du Congo.
À sa demande, il est mis en disponibilité en septembre 1886, avant de refuser le portefeuille de ministre des Affaires étrangères en 1887 et en 1888. Le 10 janvier 1892, il est élu sénateur de Seine-et-Oise, en remplacement d'Hippolyte Maze. 

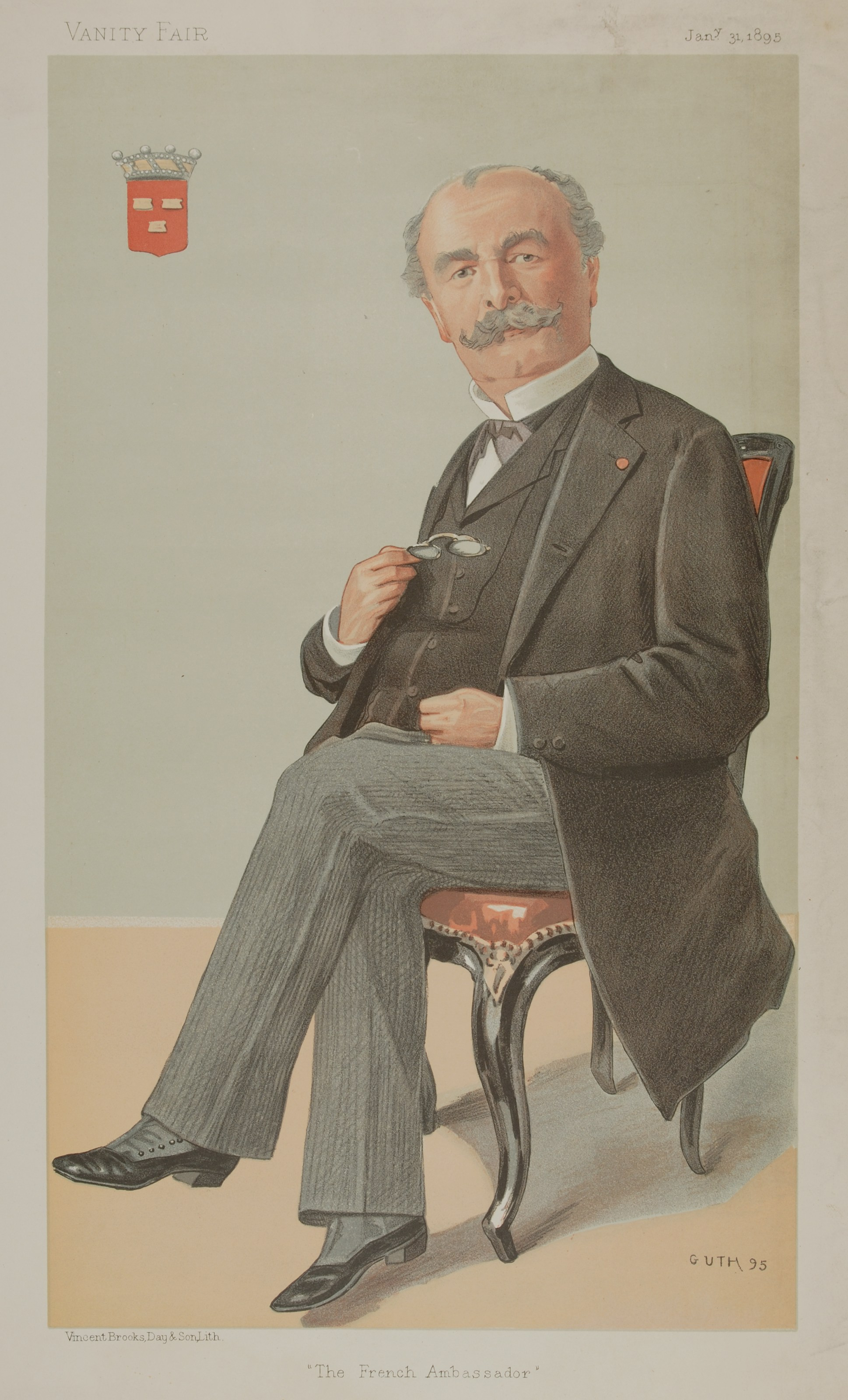
Le baron Chodron de Courcel, Vanity Fair du 31 janvier 1895.

Il est désigné pour présider le tribunal arbitral chargé de régler le différend entre l'Angleterre et les États-Unis au sujet des pêcheries de phoques de la mer de Behring en 1893. L'année suivante, il préside le Congrès olympique de 1894 à la Sorbonne qui rétablit les Jeux olympiques. Au mois d'octobre de cette même année, à la suite du bombardement de Bangkok par l'amiral Humann, il est nommé à l'ambassade de Londres. Durant son ambassade, il est confronté à la crise de Fachoda. 
Il obtient sa mise disponibilité en 1898, afin de pouvoir se consacrer à son mandat à la Chambre haute. Réélu sénateur en 1900 et 1909, il y siège jusqu'à sa mort. Membre de plusieurs commissions spéciales, il intervient à plusieurs occasions à la tribune et est chargé de rapporter plusieurs projets de loi concernant : l'approbation de l'arrangement conclu à Berlin pour la délimitation des colonies du Congo français et du Cameroun et des sphères d'influence française et allemande dans la région du Tchad (1894), l'organisation de l'armée coloniale (1900), la modification de la loi du 17 décembre 1892 relative à l'augmentation du nombre des décorations accordées aux armées de terre et de mer (1902), les conditions d'application de l'article 12 de la Convention franco-siamoise du 13 février 1904 (1906), la réquisition des établissements industriels et des marchandises déposées dans les entrepôts de douane et dans les magasins généraux, ou en cours de transport par voie ferrée (1910).
Parallèlement à son mandat, ils assurent diverses missions ou fonctions : ambassadeur extraordinaire pour les funérailles du roi Christian IX de Danemark (1906), président du conseil d'administration de la Compagnie du chemin de fer de Paris à Orléans (à partir de 1891) et était administrateur de la Compagnie du Canal de Suez.
Collaborant à la publication des mémoires du Cardinal de Richelieu et membre de l'Académie des sciences morales et politiques, il préside la Société d'histoire diplomatique, la Société d'histoire contemporaine et la Société de l'histoire de France.

## En savoir plus